# Piura
Piura es una ciudad peruana ubicada en la costa norte del país. Es la capital de la provincia y del departamento del mismo nombre. Según el censo realizado por el Instituto Nacional de Estadística e Informática 2017, para el 2025 cuenta con una población estimada de 599 207 habitantes, lo que la convierte en la quinta ciudad más poblada del Perú. Su superficie es de aproximadamente 1102.55 km², distribuidos entre los distritos de Piura, Castilla y Veintiséis de Octubre.
Se localiza en la parte centro-oriental del departamento, en el valle del río Piura, al norte del desierto de Sechura. Se encuentra a una altitud media baja y a una distancia de 858 km al norte de Lima. Su proximidad a la frontera con Ecuador y su emplazamiento en una zona de tránsito entre la costa y la sierra le otorgan una posición geográfica estratégica. Piura constituye el núcleo principal de la aglomeración urbana conocida como Piura Metropolitana, zona en la que además de los tres distritos antes mencionados se le suma el Distrito de Catacaos.
Fue fundada el 15 de agosto de 1532 por Francisco Pizarro bajo el nombre de «San Miguel de Tangarará», convirtiéndose en la primera ciudad establecida por los españoles en América del Sur. En 1537 recibió escudo de armas por disposición de la Corona española. En la actualidad, es sede de diversas funciones administrativas, comerciales y de servicios dentro del departamento de Piura. En 2005, fue una de las sedes de la Copa Mundial de Fútbol Sub-17 organizada por la FIFA.

## Etimología
El nombre Piura proviene de la palabra quechua "Pirhua" que significa depósito o granero de abastecimiento. Piura era un punto de abastecimiento de los quechuas.

## Toponimia
Piura es conocida popularmente como la «Ciudad de la hospitalidad», «Ciudad del eterno calor» o la «Ciudad de los algarrobos», por sus bosques secos tropicales de algarrobos que reverdecen en cada temporada de lluvias veraniegas, adornando las dilatadas planicies que se cubren de vegetación convirtiéndola en sabana arbórea.
Asimismo se la conoce como la «Ciudad errante» o «Ciudad volante» ya que su ubicación actual es la de su cuarto asentamiento, dado que el primero, cuando la fundó Francisco Pizarro en 1532 con el ceremonial dispuesto en las Reales Ordenanzas, conforme también se hizo posteriormente en las fundaciones de las ciudades de Lima y Trujillo, fue en Tangarará, en el exuberante valle del río Chira y cerca de la actual ciudad de Sullana, pero sus habitantes pronto empezaron a sufrir los embates del paludismo por lo que Diego de Almagro ordenó el traslado. El padre Rubén Vargas Ugarte dice que el asiento no fue afortunado, al igual que el segundo y el tercero.
El segundo asentamiento aconteció dos años después, en el valle del Alto Piura, en el lugar que ahora se conoce como Piura La Vieja, en inmediaciones de la hacienda Monte de los Padres en la actual ciudad de Morropón, contándose con tierras muy fértiles para el cultivo y pastos. Sin embargo, luego de un período pluvial o "mega Niño", sus habitantes resultaron afectados con males en los ojos (de allí surgió la devoción a Santa Lucía cuya imagen actualmente se encuentra en el templo de San Francisco) por lo que decidieron migrar una vez más luego de permanecer ahí cerca de cuarenta años.
El tercer asiento fue en el año de 1578 en lo que hoy es el puerto de Paita, refundándose la ciudad con el nombre de San Francisco de la Buena Esperanza, pero el sitio resultó muy expuesto a los ataques de los piratas y corsarios que la destruyeron en 1587.
Con autorización del Virrey Fernando Torres y Portugal, Conde del Villar, sus habitantes se mudaron a su actual y definitiva cuarta ubicación entonces conocida en el siglo XVI como el asiento del Chilcal, "a dos leguas castellanas al norte del pueblo de indios de Catacaos" y junto a la presa precolombina de Tacalá que pocos años antes había sido reforzada con cal y canto por el quinto virrey del Perú Francisco de Toledo, porque determinaron que "hay abundante agua y leña y buen temperamento", constituyendo "sitio muy despejado y que lo baña el aire el cual viene por partes limpias", conforme es de verse en el acta que para el efecto se redactó y aún se conserva, refundándola el Capitán don Juan de Cadalso y Salazar el día 15 de agosto de 1588 con el nombre de San Miguel del Villar.
Igualmente se le conoce como la «Ciudad de los museos», por sus museos de historia y de arte religioso, de ceramios precolombinos, particularmente de la Cultura vicús, así como pinacotecas de sus personajes ilustres como Ignacio Merino, Luis Montero, Felipe Cossio del Pomar, y de pintores contemporáneos como Arcadio Boyer y Mario Salas.

## Símbolos

Escudo de armas de Piura, otorgada por Carlos I de España.

### Escudo de Armas
El escudo de armas de Piura fue creado por la Corona española el 7 de diciembre de 1537, mediante la Real cédula firmada en Valladolid por el emperador Carlos V. Es usada para identificar tanto a la ciudad de Piura, como también al distrito y a la provincia homónimos. Según la Real cédula, el escudo era descrito como:

Un escudo dentro del cual (hay) en lo alto unas nubes con unos rayos de fuego que entre medias de las dichas nubes salgan unas alas de una ángel de oro y de ellas salga una mano de carne que tenga un peso con sus balanzas todo de oro y entre medias de dicho peso un castillo de oro con sus puertas y ventanas de azul y dos letras que dicen San Miguel, todo de dicho en campo azul y una orla con una corona de dicho (metal) y en lo alto de dicha orla y en los lados de dos cruces con dos vanderas revueltas a unas varas de lanza con un yerro de oro y en cada una hasta de lanzas y las vanderas de color de plata o blancas con cruces coloradas en ellas en campo colorado.

### Himno de Piura
El himno de Piura fue compuesto en 1932 por Enrique del Carmen Ramos Briceño, a petición del Colegio Nuestra Señora de Lourdes. La profesora San Carlos se encargó de componer la música.

## Historia

### Conquista y virreinato

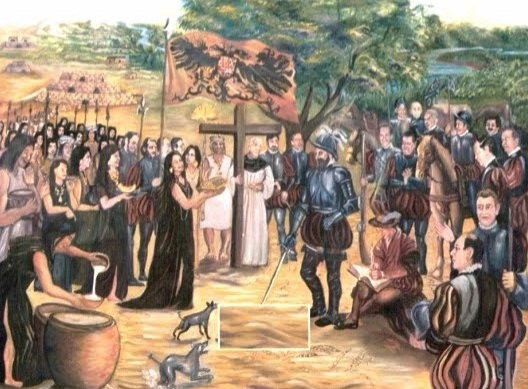
Retrato imaginario de la fundación española de San Miguel de Tangarará.

Los conquistadores españoles llegaron a las costas de lo que es hoy el departamento de Tumbes. Sin embargo, después que Francisco Pizarro vio que Tumbes no era lugar apropiado para establecer su base de operaciones, decidió seguir su viaje al sur en busca del lugar ideal para establecerse. Él encontró este sitio a orillas del río Chira. Allí fundaron la primera ciudad española que se erigió en el Perú, en el sitio de Tangarará, al que llamaron San Miguel.
Existen diversas versiones sobre los motivos de esa denominación, señalando unos que fue porque se fundó el día de San Miguel, mientras que otros afirman que Pizarro quiso agradecerle un milagro al santo por su intercesión a favor de los españoles en su lucha contra los naturales, o que fue por Fray Miguel de Orenes. Pero así como se discrepa de los orígenes del nombre de la ciudad, también se discute sobre la verdadera fecha de fundación de San Miguel, lo que indujo a la creencia que la ceremonia de fundación fue celebrada el día en que se celebra la festividad del arcángel. Se impone la versión que fue el día 15 de agosto de 1532 pues es la fiesta de la Virgen de la Asunción en cuyo honor está consagrada la catedral.
Todo indica que la fundación aconteció en agosto, el día 15. En los días previos a la fundación se produjo una rebelión de curacas que pronto fue sofocada y terminó con la muerte de 13 señores de la jurisdicción del curacazgo de La Chira, en el Bajo Chira o Turicarami. La región fue pacificada. Miguel Maticorena, citando al doctor Raúl Porras Barrenechea postuló esta fecha mostrando pruebas contundentes y que después corroboró el doctor José Antonio del Busto. Pero el único documento que podría servir para determinar la fecha exacta es el acta de la primera fundación de la ciudad que se encuentra perdida.
Cuando el virrey Toledo el 22 de diciembre de 1574 reorganizó los corregimientos de indios (o de naturales), que habían sido creados por el gobernador Lope García de Castro en 1565, dispuso que los corregimientos de Cajamarca, Chicama y Chimo o Chiclayo, Piura y Paita, Santa, y Saña dependieran del Corregimiento de españoles de Trujillo y los corregimientos de Cajamarquilla, Los Pacllas, y Luya y Chillaos dependieran del de Chachapoyas. Todos en el distrito de la Real Audiencia de Lima. En 1611 Los Pacllas fue anexado a Chachapoyas, en 1635 Chicamo o Cliclayo fue anexado a Saña y en 1773 Luya, Chillaos y Lamas fue anexado a Chachapoyas.
El 24 de marzo de 1614 fue establecido el Obispado de Trujillo con los corregimientos de: Trujillo, Cajamarca, Chiclayo, Piura y Paita, Saña, Cajamarquilla, Los Pacllas, Luya y Chillaos, y Jaén de Bracamoros. En 1759 el corregimiento de Huamachuco fue formado del de Cajamarca.
Los corregimientos fueron suprimidos en 1784, por el rey Carlos III y reemplazados por las intendencias. Con el territorio del Obispado de Trujillo (excepto Jaén de Bracamoros) se creó la Intendencia de Trujillo. Los corregimientos pasaron a ser partidos de la intendencia.
El sistema de intendencias fue establecido en el Virreinato del Perú mediante la orden real de 5 de agosto de 1783, siendo aplicada la Real Ordenanza de Intendentes del 28 de enero de 1782. El primer intendente de Trujillo fue Fernando de Saavedra, quien asumió en 1784, nombrado por el virrey a propuesta del visitador general Jorge Escobedo y Alarcón y aprobado por el rey el 24 de enero de 1785.
Fue parte de la Intendencia de Trujillo que llegó a tener nueve partidos que fueron: Trujillo, Saña, Piura, Cajamarca, Huamachuco, Chota, Moyobamba, Chachapoyas, Jaén y Maynas, este último partido anteriormente conformaba los departamentos de lo que hoy se conoce como (Departamento de San Martín, Ucayali y Loreto) siendo la Intendencia de Trujillo la más grande del Virreinato del Perú, es decir casi todo el norte del Perú actual; su primer intendente fue Fernando Saavedra de 1784 a 1791. Después de este le seguirían Vicente Gil de Taboada (1791-1805 y 1810-1820), Felice del Risco y Torres (provisional) (1805-1810) y el marqués de Torre Tagle (1820), quien dirigió la independencia de la Intendencia.

#### Aniversario de Piura
El aniversario de Piura se celebra todos los años desde que Francisco Pizarro llegó a fundar la ciudad con el nombre San Miguel en el año 1532. Todos los 13 de agosto es el día principal para celebrar el aniversario de San Miguel de Piura. En estas fechas la gente de Piura muestra sus principales costumbres y gastronomía del lugar, muchas danzas típicas del región entre las que destaca el tondero y la marinera son bailadas por muchas avenidas y plazas de la región, se aprovecha estos días para reforzar su identidad. Claro que Piura tiene una fundación española pero con el tiempo se estuvo buscando recuperar la identidad cultural original del Perú y de los antiguos pobladores netos piuranos. En 1932 el presidente de la república Sánchez Cerro decretó temporalmente como posible fecha de fundación el 15 de julio, otra teoría de acuerdo a cartas y documentos es que Francisco Pizarro estuvo en perfectas condiciones para hacer la fundación a mediados de agosto de 1532, por lo que una época se llegó a realizar los actos de fiesta todos los 15 de agosto que es la probable puesto que se celebra el día de la Virgen de La Asunción, también patrona de la ciudad. Ya que no se esclarecía oficialmente la fecha de fundación de Piura, se decidió unir la celebración en Semana Jubilar y la conmemoración del sacrificio de Miguel Grau, su hijo más preclaro, que se inmoló en el combate de Angamos el día 8 de octubre de 1879. La fundación española no conlleva necesariamente el levantamiento de un acta pues, igual, el Emperador Carlos V le concedió escudo de armas distinguiéndola como la primogénita de las ciudades europeas fundada en América del Sur. El historiador Miguel Maticorena Estrada demostró que la fundación aconteció el día 15 de agosto de 1532.

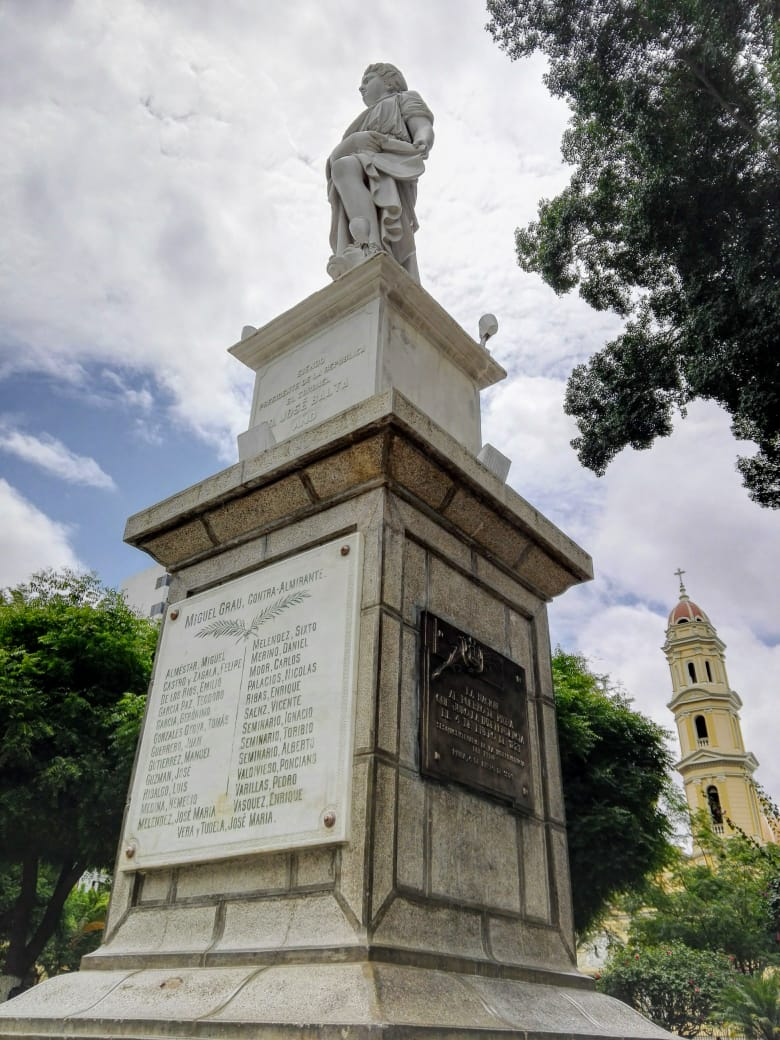
Plaza de Armas de la ciudad donde se puede observar la famosa estatua la "Pola" y por detrás la Catedral.

Dos años después sus habitantes migraron a su segundo asiento en las inmediaciones de la hacienda Monte de los Padres en el valle del Alto Piura, en la margen derecha, en el que la Universidad Politécnica de Madrid conjuntamente con la Universidad de Piura dentro del marco del Programa de Cooperación Científica con Latinoamérica está haciendo estudios pues los cronistas dan cuenta que albergaba a 23 encomenderos, a la par que Trujillo y algo menos que Lima, y sus construcciones tienen altos basamentos de piedra lo que ha permitido esbozar el plano de la ciudad. Permanecieron durante más de cuarenta años en este lugar que era conocido por los naturales como Pirhua o Piura es decir "granero" o "lugar en el que se almacenan granos". Esta fue la ciudad que visitó y describió en su obra "Crónica del Perú" Pedro Cieza de León en 1547, y el Adelantado don Juan Salinas de Loyola hizo lo propio en 1571 estimando que había más de 100 casas en solares de 180 pies de largo y ancho.
Aproximadamente en 1578, la mayoría de piuranos se trasladaron al tercer asentamiento, esto es al puerto de San Francisco de Buena Esperanza de Paita, mortificados por el clima que molestaba a la población. Pero con la incursión del pirata inglés Thomas Cavendish (de enero a mayo de 1587), quien se apoderó de un gran botín (25 libras de plata y 5500 libras de metales finos) y arruinó la ciudad, los pobladores se fueron a vivir a su cuarto y último asentamiento en la cabecera del valle de Catacaos o Bajo Piura, junto a la presa precolombina de Tacalá, reforzada con cal y canto por el virrey Toledo. Desde entonces la ciudad supo mantenerse en este lugar conocido como asiento del Chilcal, pues encontraron clima saludable, el elemento que la caracterizó siempre, el río Piura que proveía de agua estacional en abundancia, así como excelentes tierras de cultivo, amplias planicies cubiertas de bosques de algarrobos que facilitaban la ganadería y la leña.
Durante el Virreinato, y en su último asiento, la vida en Piura transcurrió en paz y tranquilidad, llegando a ser puerta y paso obligado desde España hacia Lima, ya que por aquel entonces, el puerto de Paita ofrecía las mejores ventajas para los barcos que venían de la metrópoli. Cada uno de los virreyes ingresaba por mar al Perú por Paita, luego llegaba a Piura, continuando su viaje por tierra a la capital. En la ciudad se erguían las casonas de los propietarios de tierras agrícolas y de estancias, así como las viviendas de los funcionarios y de personas que desarrollaban actividades conexas y de servicios. Se producían los afamados cordobanes, todo tipo de cueros y jabones, en curtiembres y en las denominadas tinas ubicadas en la parte norte de la ciudad, su primera zona industrial, artículos que formaban parte del torrente de exportación e intercambio comercial desde la región hacia el interior del país y hacia Guayaquil, Loja y Cuenca, a los que se aunaban cecina y sebo de la estancia de Tangarará, toyo salado y sal de Colán y Sechura, respectivamente, papa, maíz y trigo de Huancabamba, papa y subproductos de la caña de azúcar de Ayabaca, y algodón de Catacaos.

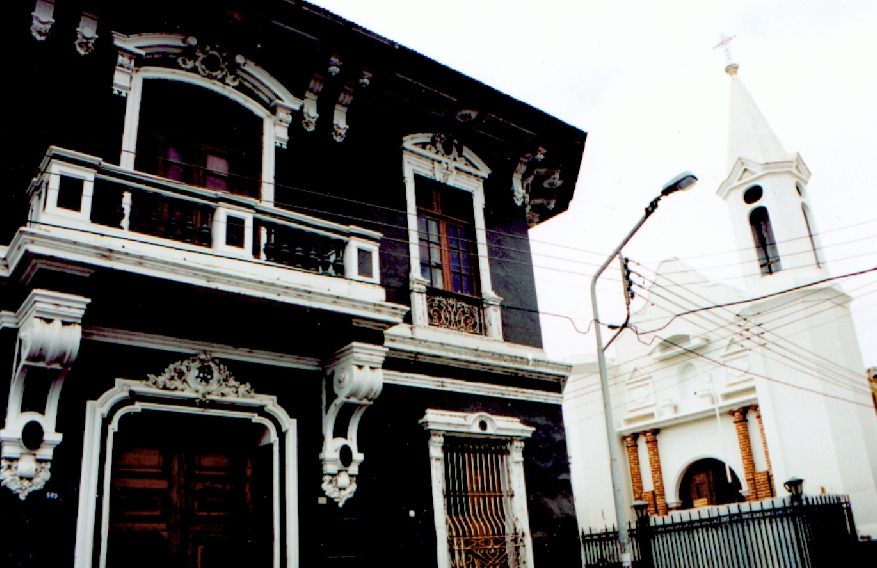
Casas de la época virreinal.

### Independencia y República
En 1820, con las incursiones de los almirantes Guillermo Brown y Cochrane de la expedición libertadora de José de San Martín, la población piurana se sumó entusiasta a la causa libertadora, y el día 4 de enero de 1821 se proclamó la independencia de Piura en el atrio del templo de San Francisco. La proclamación fue una gesta encabezada por los próceres José de Lama, Tomás Cortés, Baltazar Taboada, Tomás Diéguez, los hermanos Seminario y otros. De igual forma, la división Piura de 1000 hombres contribuyó victoriosamente en la independencia de Quito, tomando parte en la Batalla de Pichincha, el día 24 de mayo de 1822.
El 30 de enero de 1837 fue elevada a la categoría de Provincia Litoral. Durante los primeros años de la vida republicana, los piuranos tomaron partido por los diferentes movimientos políticos que se daban en aquella época, llegando a ser escenario de reñidas luchas por uno u otro caudillo.
En 1861 se crea el departamento de Piura con tres provincias: Piura, Paita y Ayabaca, designando como capital a la ciudad de Piura.
En la década de 1860, la ciudad de Piura se dinamiza con los cultivos del algodón de la variedad Pima, traído por don Emilio Hilbck del estado de Arizona, que impulsó la industrialización y desarrollo de la ciudad y de la región, y la fuerte inmigración de ingleses, alemanes y españoles, en ese orden, y en menor escala italianos y chinos, que trajeron sus costumbres y también sus conocimientos de comercio e industria. También llegaron muchos estadounidenses. Se incorporaron rápidamente al tejido social formando familias con damas locales y creando inevitablemente nuevos gustos y hábitos. Hasta la culinaria piurana se enriqueció. En la agricultura se introdujo el uso de la bomba a vapor y maestranzas especializadas permitiendo irrigar más tierras de cultivo ampliándose la red de canales pues el éxito del algodón piurano en el mercado internacional era un gran estímulo para el agro. Aparecieron industrias nuevas como la pesca de altura de flota ballenera, la producción masiva y comercio de exportación de sombreros de paja toquilla desde Catacaos y anexos. Bien entrado el pasado siglo XX era común ver en fiestas patrias las banderas de los países de origen de las familias de esos inmigrantes ondeando junto a la bandera nacional.

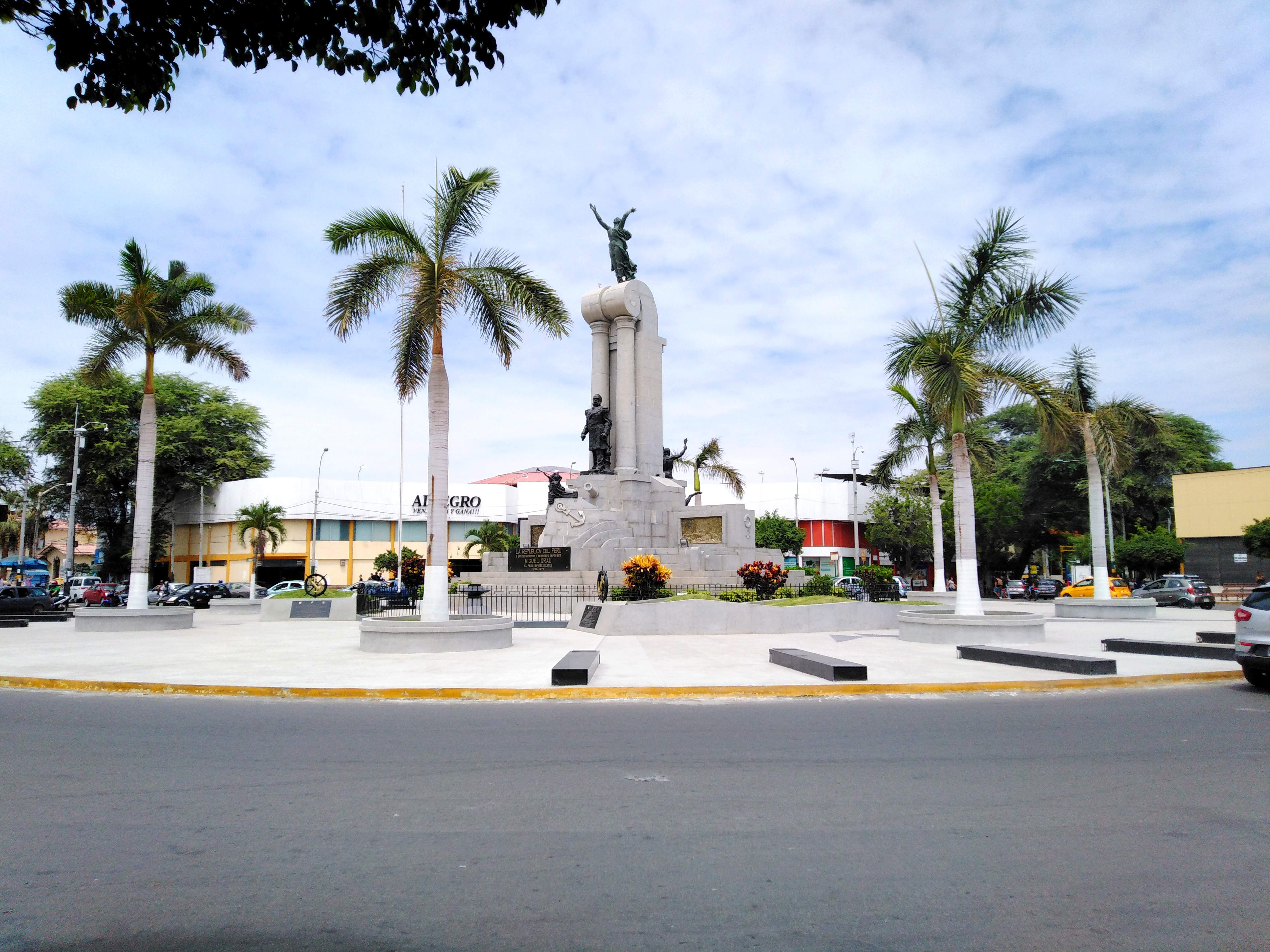
Óvalo Grau, construido en homenaje a Miguel Grau.

Durante la Guerra del Pacífico, el Almirante Miguel Grau y Seminario, nacido el 27 de julio de 1834, se convirtió en héroe durante el combate naval de Angamos. Según los historiadores y el estado peruano, desde 2011 dan como cuna oficial de Grau no a Piura sino al puerto de Paita.
El progreso material del departamento no corrió parejo con el desarrollo de su riqueza agrícola y producción industrial de textiles de algodón y sus derivados, una de las más desarrolladas del país. Don Miguel Checa y Checa (1861-1935) fue el prototipo del hacendado innovador de principios del siglo XX. Casado con doña Victoria Eguiguren Escudero tenía por cuñados a los juristas y hacendados, Víctor Eguiguren Escudero y Francisco José Eguiguren Escudero activos e ilustrados juristas y políticos. La familia Eguiguren provenía de Ecuador y tenía tierras desde Loja hasta Piura. Tuvo iniciativas felices como la construcción de un puente moderno en la ciudad de Piura, inaugurado en 1893, y la construcción del canal de la margen derecha del río Chira, en 1900, que no solo irrigaban sus fundos de Chocán y de San Francisco sino también tierras que pertenecían a otros propietarios. Cerca de su fundo de Macacará construyó la espléndida casa hacienda de Sojo, sobre un altozano dominando al valle del Chira y frente a Tangarará, el primer asiento de la ciudad de Piura. En el valle del Bajo Piura se prolongó el canal Sechura. El amanecer del día 24 de julio de 1912 despertó la ciudad con fuerte terremoto que derrumbó muchos edificios. Recién entre los años 1930 y 1950 conoció nuevo desarrollo urbanístico reconstruyendo casas y edificios públicos, ensanchando calles y avenidas merced a la Junta de Obras Públicas creada a iniciativa del congresista piurano doctor Luis Antonio Eguiguren Escudero, y al constituirse en sede de sociedades agrícolas, comerciales e industriales.

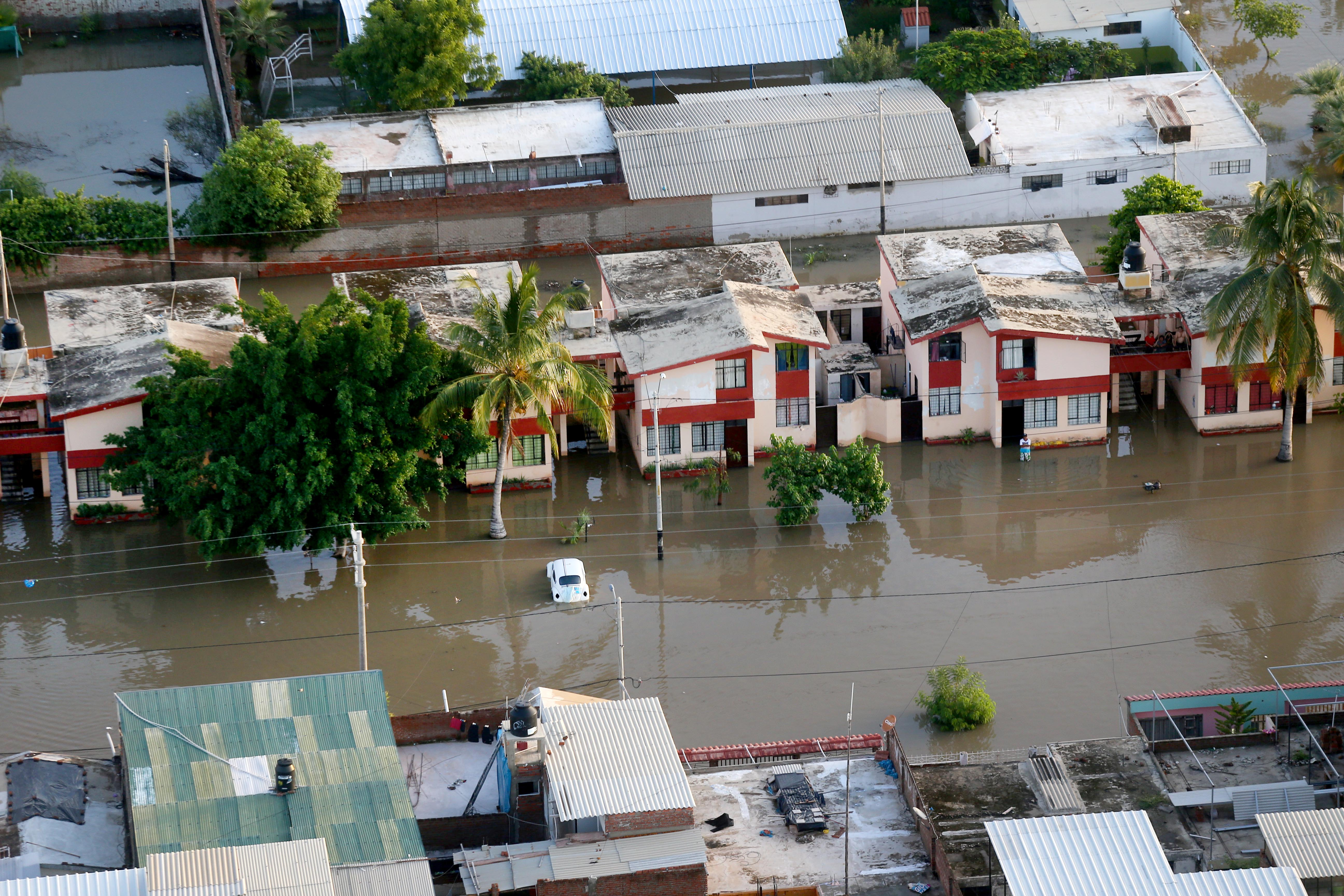
Barrio inundado por el fenómeno de El Niño en 2017.

En la década de 1980, Piura y el departamento nuevamente conoció un ascendente y pujante desarrollo comercial, industrial y socioeconómico, a pesar de haber sido devastado en el desastre de 1983, como consecuencia del fenómeno de El Niño, manifestado en torrenciales lluvias durante seis meses que afectaron su industria, comercio y su infraestructura urbana. El fenómeno de El Niño acontecido desde fines de 1997 hasta mediados de 1998 encontró a la ciudad mejor preparada si bien cayeron dos de sus puentes que posteriormente han sido repuestos, entre ellos el Puente Bolognesi. Cuando parecía que iba a ser una estación seca, en febrero de 2017 empezó a llover intensamente en lo que posteriormente se conoció como el fenómeno del Niño costero, y en la madrugada del día 27 de marzo el río se desbordó sobre el centro y zona norte de la ciudad, causando daños imprevistos, afectando las redes sanitarias y vías de comunicación. Poco a poco se repone la ciudad de estos daños.
En la actualidad Piura está experimentando fuerte desarrollo de su sector comercial con la instalación de grandes centros comerciales y tiendas por departamentos en no menos de cinco puntos de la ciudad considerados estratégicos por los inversionistas. Además, en los últimos años la ciudad se ha expandido considerablemente con la creación de nuevas urbanizaciones y asentamientos humanos. Igualmente, también se desarrolló su sector industrial con la inauguración del polígono industrial "Piura Futura", al noroeste de Piura.

## Geografía

### Clima
Piura tiene un clima tropical seco en la costa y vertientes andinas occidentales, subtropical en las vertientes orientales. Con temperaturas en la ciudad de Piura entre 22 °C y 38 °C en verano, valores que pueden cambiar cuando ocurre algún Fenómeno del Niño y temperaturas que pueden superar los 40 °C. En épocas de invierno las precipitaciones son escasas, aunque en verano adquiere un clima tropical ya que son años en que las lluvias son abundantes y corre el agua por todo el curso de las quebradas secas originando grandes inundaciones y acciones morfológicas de gran dinamismo.
| Parámetros climáticos promedio de Piura         | Parámetros climáticos promedio de Piura | Parámetros climáticos promedio de Piura | Parámetros climáticos promedio de Piura | Parámetros climáticos promedio de Piura | Parámetros climáticos promedio de Piura | Parámetros climáticos promedio de Piura | Parámetros climáticos promedio de Piura | Parámetros climáticos promedio de Piura | Parámetros climáticos promedio de Piura | Parámetros climáticos promedio de Piura | Parámetros climáticos promedio de Piura | Parámetros climáticos promedio de Piura | Parámetros climáticos promedio de Piura |
| Mes                                             | Ene.                                    | Feb.                                    | Mar.                                    | Abr.                                    | May.                                    | Jun.                                    | Jul.                                    | Ago.                                    | Sep.                                    | Oct.                                    | Nov.                                    | Dic.                                    | Anual                                   |
| ----------------------------------------------- | --------------------------------------- | --------------------------------------- | --------------------------------------- | --------------------------------------- | --------------------------------------- | --------------------------------------- | --------------------------------------- | --------------------------------------- | --------------------------------------- | --------------------------------------- | --------------------------------------- | --------------------------------------- | --------------------------------------- |
| Temp. máx. abs. (°C)                            | 37.9                                    | 38.4                                    | 39.9                                    | 39.9                                    | 36.1                                    | 35.0                                    | 33.2                                    | 33.0                                    | 34.1                                    | 34.0                                    | 37.0                                    | 36.6                                    | 39.9                                    |
| Temp. máx. media (°C)                           | 33.4                                    | 34.2                                    | 34.3                                    | 33.2                                    | 30.8                                    | 28.9                                    | 27.9                                    | 28.3                                    | 29.0                                    | 29.6                                    | 30.4                                    | 32.0                                    | 31.0                                    |
| Temp. media (°C)                                | 26                                      | 27                                      | 27                                      | 26                                      | 24                                      | 23                                      | 21                                      | 21                                      | 21                                      | 22                                      | 23                                      | 25                                      | 23.8                                    |
| Temp. mín. media (°C)                           | 22.3                                    | 23.4                                    | 23.3                                    | 22.9                                    | 21.3                                    | 18.8                                    | 17.8                                    | 17.6                                    | 17.6                                    | 18.2                                    | 19.9                                    | 20.4                                    | 20.3                                    |
| Temp. mín. abs. (°C)                            | 14.4                                    | 17.8                                    | 18.3                                    | 16.1                                    | 13.3                                    | 13.3                                    | 11.1                                    | 11.7                                    | 13.3                                    | 12.8                                    | 11.7                                    | 11.7                                    | 11.1                                    |
| Precipitación total (mm)                        | 38                                      | 63                                      | 112                                     | 40                                      | 4                                       | 4                                       | 1                                       | 0                                       | 2                                       | 4.6                                     | 8                                       | 20                                      | 296.6                                   |
| Humedad relativa (%)                            | 51                                      | 55                                      | 51                                      | 55                                      | 59                                      | 66                                      | 66                                      | 65                                      | 64                                      | 60                                      | 58                                      | 56                                      | 58.8                                    |
| Fuente n.º 1: World Meteorological Organization |                                         |                                         |                                         |                                         |                                         |                                         |                                         |                                         |                                         |                                         |                                         |                                         |                                         |
| Fuente n.º 2: Climate-data                      |                                         |                                         |                                         |                                         |                                         |                                         |                                         |                                         |                                         |                                         |                                         |                                         |                                         |

| Parámetros climáticos promedio de Piura (Periodo de Referencia: (Fenómeno del Niño: julio de 1982 - junio de 1983)) | Parámetros climáticos promedio de Piura (Periodo de Referencia: (Fenómeno del Niño: julio de 1982 - junio de 1983)) | Parámetros climáticos promedio de Piura (Periodo de Referencia: (Fenómeno del Niño: julio de 1982 - junio de 1983)) | Parámetros climáticos promedio de Piura (Periodo de Referencia: (Fenómeno del Niño: julio de 1982 - junio de 1983)) | Parámetros climáticos promedio de Piura (Periodo de Referencia: (Fenómeno del Niño: julio de 1982 - junio de 1983)) | Parámetros climáticos promedio de Piura (Periodo de Referencia: (Fenómeno del Niño: julio de 1982 - junio de 1983)) | Parámetros climáticos promedio de Piura (Periodo de Referencia: (Fenómeno del Niño: julio de 1982 - junio de 1983)) | Parámetros climáticos promedio de Piura (Periodo de Referencia: (Fenómeno del Niño: julio de 1982 - junio de 1983)) | Parámetros climáticos promedio de Piura (Periodo de Referencia: (Fenómeno del Niño: julio de 1982 - junio de 1983)) | Parámetros climáticos promedio de Piura (Periodo de Referencia: (Fenómeno del Niño: julio de 1982 - junio de 1983)) | Parámetros climáticos promedio de Piura (Periodo de Referencia: (Fenómeno del Niño: julio de 1982 - junio de 1983)) | Parámetros climáticos promedio de Piura (Periodo de Referencia: (Fenómeno del Niño: julio de 1982 - junio de 1983)) | Parámetros climáticos promedio de Piura (Periodo de Referencia: (Fenómeno del Niño: julio de 1982 - junio de 1983)) | Parámetros climáticos promedio de Piura (Periodo de Referencia: (Fenómeno del Niño: julio de 1982 - junio de 1983)) |
| Mes | Ene. | Feb. | Mar. | Abr. | May. | Jun. | Jul. | Ago. | Sep. | Oct. | Nov. | Dic. | Anual |
| --- | --- | --- | --- | --- | --- | --- | --- | --- | --- | --- | --- | --- | --- |
| Temp. máx. media (°C)                                                                                               | 33.4 | 34.3 | 34.5 | 33.4 | 31.2 | 28.9 | 28.1 | 28.6 | 29.3 | 29.8 | 30.4 | 32.0 | 31.2 |
| Temp. media (°C) | 26.7 | 27.7 | 27.7 | 26.5 | 24.2 | 22.7 | 21.8 | 22.0 | 22.4 | 22.8 | 23.5 | 25.0 | 24.4 |
| Temp. mín. media (°C)                                                                                               | 20.1 | 21.1 | 21.0 | 19.6 | 17.1 | 16.4 | 15.5 | 15.4 | 15.5 | 15.8 | 16.6 | 18.0 | 17.7 |
| Precipitación total (mm)                                                                                            | 394.0 | 204.0 | 381.0 | 491.0 | 475.0 | 182.0 | 0.0 | 0.0 | 0.0 | 0.0 | 0.8 | 20.0 | 2147.8 |
| Días de precipitaciones (≥ )                                                                                        | 16 | 11 | 15 | 20 | 18 | 8 | 0 | 0 | 0 | 0 | 1 | 4 | 93 |
| Fuente: Senamhi(http://www.senamhi.gob.pe/pdf/estudios/hidro_varPluvio_anualCuatri.pdf)                             | | | | | | | | | | | | | |

### Hidrografía
La hidrografía piurana se encuentra definida principalmente por el volumen de las precipitaciones provenientes del océano Pacífico, a su vez determinadas por el encuentro de dos corrientes marinas: la fría Corriente de Humboldt de 13 a 19 °C, con la cálida El Niño de 21 a 27 °C, encuentro que ocurre en la costa sur del departamento, a altura de la bahía de Sechura. Este fenómeno hace que la temperatura del mar en Piura sea variante y fluctúe en los 18 y 23 °C, durante los meses de invierno y primavera; y entre los 23 y 27 °C durante el verano (a veces en el otoño con la extensión del verano).
La humedad promedio anual es de 66%, la presión atmosférica media anual es de 1008,5 hPa en tanto que los vientos que siguen una dirección al sur tienen una velocidad promedio de 3 m/s. Las precipitaciones pluviales también muestran variaciones. En la costa generalmente baja dentro de los 100 y 500 m s. n. m. oscilando en esta parte entre 10 y 200 mm; entre los 500 y 1500 m s. n. m., las precipitaciones llegan entre los 200 y 800 mm y en la zona ubicada sobre los 1500 m s. n. m. el promedio de precipitaciones pluviales es de 1.550 mm.
La baja humedad de la región configura la región como un territorio mayormente seco. Las precipitaciones se concentran mayormente en las zonas altoandinas, mientras que en la gran llanura las únicas fuentes importantes de agua son los ríos estacionales del norte –el Chira y el Piura– mientras que en la mitad sur de la amplia llanura piurana se emplaza el extenso Desierto de Sechura que está cubierto de vegetación herbácea.
Los ríos Piura, Huancambamba y el Chira, son los más importantes de Piura. Sobre el cauce de este último, se ha construido el reservorio de Poechos con una capacidad de mil millones de metros cúbicos de agua que irriga grandes extensiones de la costa piurana. El río Quiroz, un afluente del río Piura, alimenta la inmensa represa de San Lorenzo y la aguas del Huancabamba, en la sierra, activan las turbinas de la una central hidroeléctrica, que abastece de energía a la región.

## Organización político-administrativa

### Gobernador regional
- Gobernador Regional:[34] Servando García Correa.[35]

### Administración municipal
Alcalde: Juan Díaz Dios (2019-2022).

### División administrativa
La ciudad de Piura comprende los distritos de Cercado de Piura, Veintiséis de Octubre y Castilla, sumando una población total de 560 345 habitantes según el XII Censo de Población, VII de Vivienda y III de Comunidades Indígenas 2017, efectuado por el INEI.

### Piura Metropolitana

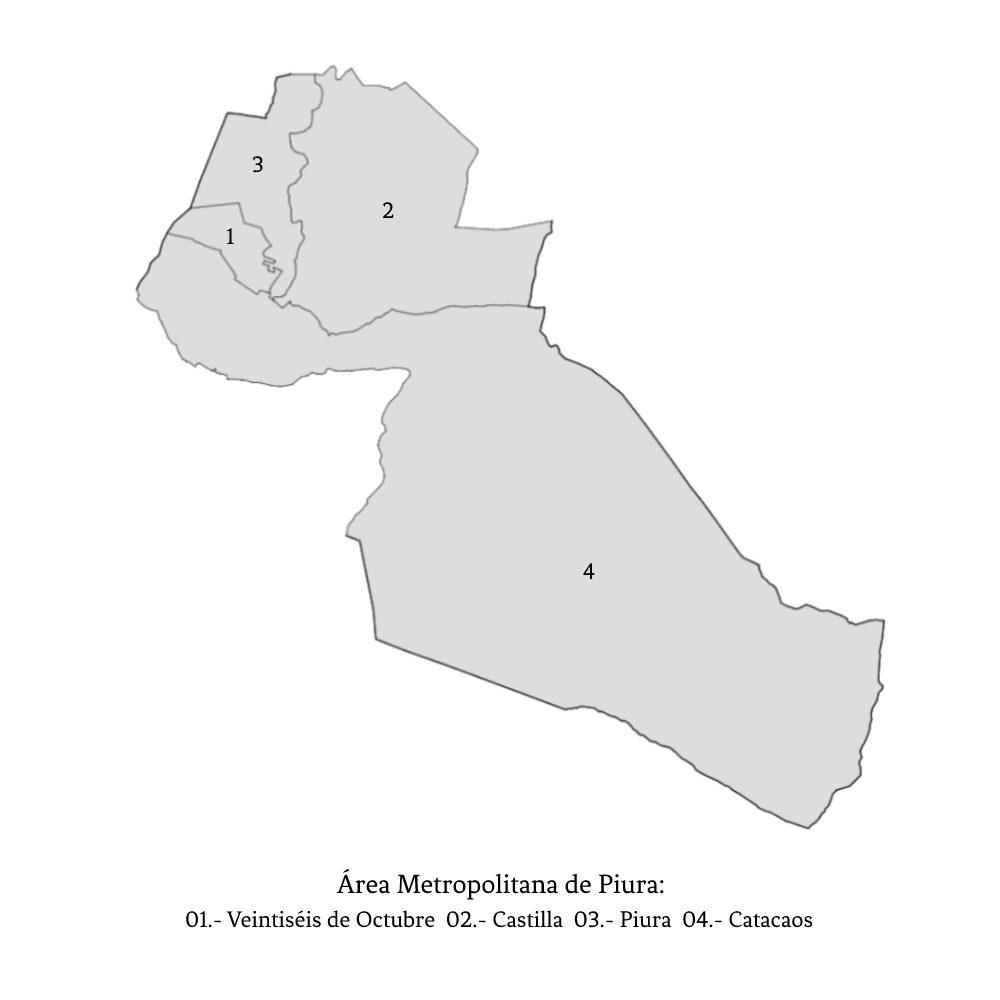
Distritos que conforman Piura Metropolitana.

El área Metropolitana de Piura está conformada por los centros urbanos de los distritos de Piura, Veintiséis de Octubre, Castilla y Catacaos, siendo la ciudad de Piura el núcleo urbano principal, de acuerdo con el "Plan de Desarrollo Urbano de los distritos de Piura, Veintiséis de Octubre, Castilla y Catacaos al 2032".
| Ubigeo | Distritos Metropolitanos | Extensión (km²) | Altitud (m s. n. m.) | Población 2020 |
| 2001   | Piura Metropolitana      | 3668,33         | -                    | 630 244        |
| ------ | ------------------------ | --------------- | -------------------- | -------------- |
| 200101 | Piura                    | 330,32          | 36                   | 177 748        |
| 200102 | Castilla                 | 662,23          | 30                   | 183 759        |
| 200103 | Catacaos                 | 2565,78         | 23                   | 80 950         |
| 200115 | Veintiséis de Octubre    | 110             | 30                   | 187 787        |

## Demografía
La ciudad de Piura presentó una población de 630 244 habitantes según el último censo realizado por el INEI en 2020, siendo la quinta ciudad más poblada del país.

### Evolución de la población
La evolución de la población de la ciudad de Piura se puede observar en el siguiente gráfico:
| Gráfica de evolución demográfica de Piura entre 1940 y 2020  |
|                                                              |
| Fuentes: Población 1940, 1993, 2007, 2014, 2017, 2018 y 2020 |

## Cultura
Piura tiene una intensa vida cultural y artística. Cuenta con varios museos de arte religioso entre los que destaca el de la Iglesia del Carmen, de cerámicas precolombinas, particularmente de la civilización vicús, así como galerías de pinturas de sus personajes ilustres como Ignacio Merino, Luis Montero, Felipe Cossío del Pomar, Arcadio Boyer Ramírez, y de pintores contemporáneos como Francisco Mauricio, Russbelt Guerra, Julio Cálle, José Zeta, Marcial Farfan, entre otros. La Escuela Regional de Bellas Artes Ignacio Merino Muñoz, la Escuela Regional de Música José María Valle Riestra y la Orquesta Sinfónica Infantil de Piura OSIP (Camerata Académica de Piura) son semilleros de una pléyade de jóvenes artistas. La Orquesta Sinfónica Municipal es apoyada por el Concejo Provincial de Piura, los empresarios y el público piurano que acude a cada una de sus presentaciones. También instituciones como la Asociación Regional de Artistas Plásticos de Piura ARAP y la Asociación Felipe Cossío del Pomar mantienen vivo el arte.

### Arquitectura
- Iglesia Basílica Catedral de Piura.
- Iglesia de San Francisco.
- Iglesia de San Sebastián.
- Iglesia de La Cruz del Norte.
- Iglesia del Santísimo Sacramento.
- Iglesia de Cristo Rey.
- Santuario de María Auxiliadora.

### Artesanía
- Cerámicas de Simbilá, los simbileños ceramistas fuerzan al arte a entrar en la simetría y acabado de las piezas más unitarias, pero en ocasión de regalos a familiares, devoción religiosa, genera piezas artísticas en mayor grado. El pueblo de Simbilá está muy cerca de la ciudad de Piura.
- Filigranas de Oro y Plata Constituye la actividad artesanal mejor organizada y la más difundida, por la cual destaca la localidad de Catacaos a 12 km de Piura, donde se producen originales joyas de elegantes y estilizadas líneas. Las más populares son las llamadas «dormilonas», aretes compuestos por una parte superior redondeada («aroma») y una parte inferior colgante («dormilona»), armados sobre la base de una urdimbre de metal adelgazado en hebras. La mayoría de los artesanos poseen talleres propios y emplean «aprendices» o «asalariados», pero son los mismos dueños o los familiares más cercanos los que tienen el control de la industria y generalmente los talleres se encuentran ubicados en su propio hogar. En la mayoría de los casos carecen de maquinaria y de capital suficiente para adquirir materia prima, razón por la cual su producción se encuentra restringida a los pedidos en el mercado local, y en algunos casos de la capital. La comercialización de los productos la realizan los intermediarios, con las consiguientes desventajas para el productor. El mayor problema que encuentran estos artesanos se da en el abastecimiento de la materia prima y en la morosidad de las entregas. El requisito de poseer registro industrial para adquirir el oro ha originado que los artesanos más pequeños se aparten de esta actividad.Cerámica típica del distrito de Chulucanas, elaborada por destacados  artesanos de la región Piura. Ver otras artesanías

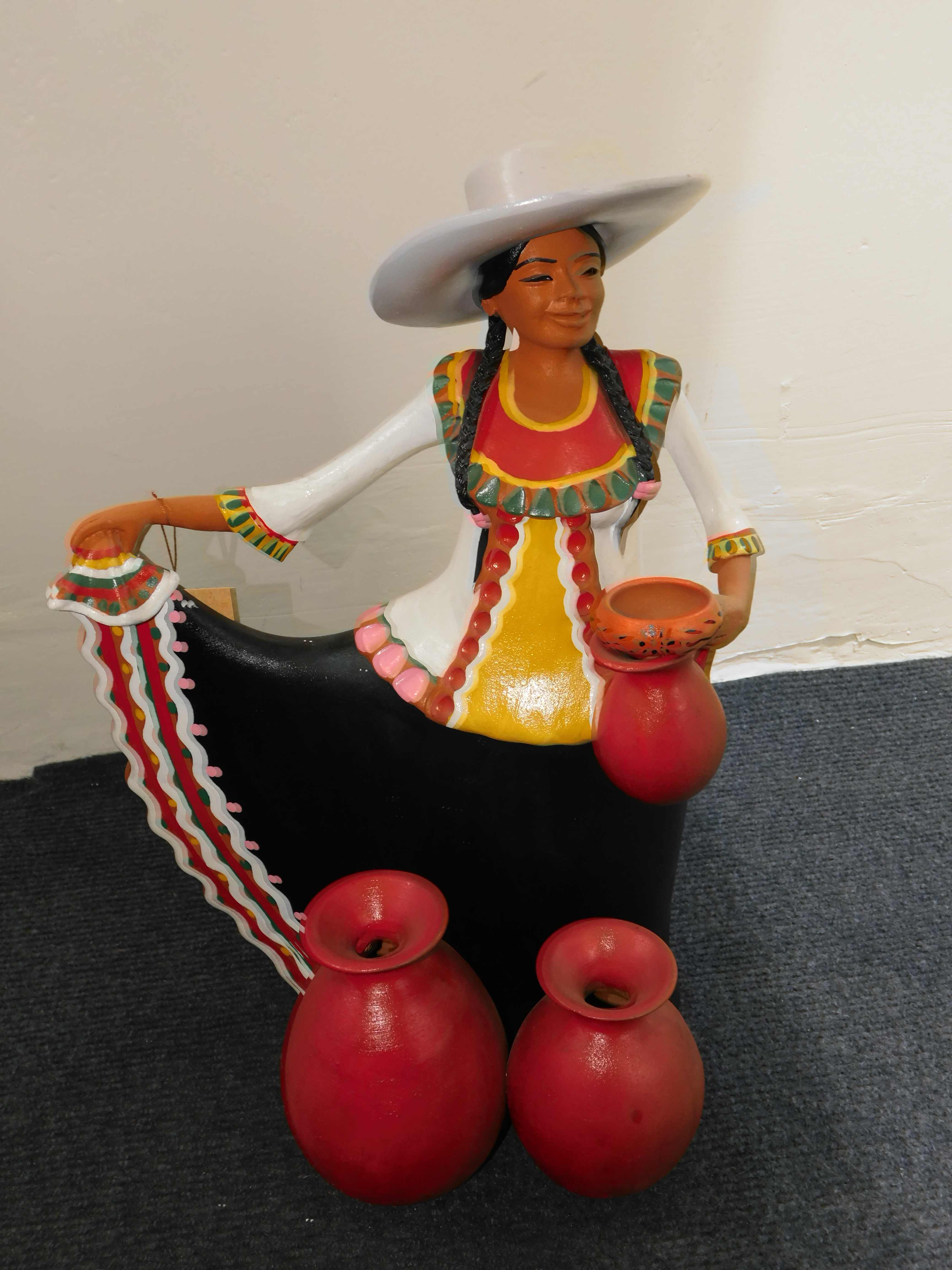
Cerámica típica del distrito de Chulucanas, elaborada por destacados artesanos de la región Piura. Ver otras artesanías

- Cerámicas de Chulucanas, centro poblado del distrito de Chulucanas, los ceramistas practican las técnicas que rescataron de la civilización Vicús elaborando cerámica que no es utilitaria sino artística. Entre sus escultores más reconocidos incluso internacionalmente está Gerásimo Sosa. Casi al final de la guerra civil entre los generales Piérola y Cáceres contingentes de estos dos ejércitos se dieron cita en La Encantada, los pierolistas entraron después que las huestes de Cáceres y encontraron restos del material bélico que abandonaron las huestes contrarias. Al increpar a los habitantes sobre su posible participación en la rebelión salió al frente Julia Orozco, propietaria de la fonda más grande de la comarca, quien encaró con braveza a los militares que amenazaban con fusilarlos a todos por tomar parte con sus adversarios y cuentan que fue tal su postura que los oficiales declinaron en su actitud y por el contrario pagaron generosamente los víveres y provisiones que tomaron para proseguir en su lucha por conseguir el poder del país. Doña Julia Orozco Alvarado murió a los 96 años y está enterrada en el cementerio de Chulucanas.

- Tinajón de ocho latas, es el nombre textual de una gigantesca cerámica de más de 150 L de capacidad. Tiene la apariencia, en cuanto forma de la parte más puntiaguda, de un huevo partido en la mitad; es notable la simetría que da a esta pieza la mano del artesano. El resto de esta pieza es de paredes gruesas, pero lo es más en la boca o en el borde terminal que tiene de un grosor de más del doble que las paredes en otras partes de esta cerámica. Frecuentemente esta pieza soporta golpes y presiones de recipientes, también sirve para depositar la chicha.

- Macetero con base, esta pieza no es muy común, tiene la forma idéntica a la de una olla chichera.

- Cántaro muco, esta cerámica es un depósito cerrado de líquidos, granos, azúcar etc. su forma es exactamente ovoide en la cúspide, tiene una abertura pequeña sobre la cual se alza un pequeño cuello recto.

- Vasijas votivas, tiene forma de pera pero tiene un cuello más corto y más ancho que las parecidas cantarillas, son pequeñas, las utilizan para atarlas a las cruces.

### Deporte
En el tema deportivo, el Club Social Deportivo Atlético Grau, en el 2019 ganó la Copa Bicentenario, en su primera edición, derrotando en tanda de penales al Sport Huancayo en el Estadio Miguel Grau de Callao, consagrándose campeón y clasificando por primera vez en su historia a la Copa Sudamericana.
Fue en sesión solemne, realizada en la Plaza de Armas de Piura, donde asistieron autoridades, así como dirigentes y jugadores históricos del club albo, liderados por su presidente, el abogado Arturo Ríos Ibáñez.
“Cien años no lo cumple cualquier institución. Es por esto que con el respaldo popular queremos reconocer, formalmente, lo que ya era una realidad, que Club Atlético Grau es patrimonio de nuestra Piura”, expresó durante su discurso el alcalde Juan José Díaz. La autoridad edil también hizo el llamado a otras instituciones a sumarse y poner el hombro para que el club albo llegue a la Liga 1 como es el deseo de todos los piuranos, anunciando al mismo tiempo la formación de un patronato para apoyar a la dirigencia del club deportivo en lograr esta meta.
A su turno, Arturo Ríos Ibáñez se comprometió a cumplir la meta de llegar a la Liga 1 con el trabajo de la directiva. Asimismo, agradeció el reconocimiento a cargo del concejo municipal. “Somos símbolo de una provincia extraordinaria como es Piura y agradezco en nombre de todos los directivos y de esta trayectoria de cien años, que haya cumplido con su palabra de declarar al Club Social Deportivo Atlético Grau como patrimonio de Piura”, dijo Ríos dirigiéndose al alcalde de Piura, Juan José Díaz.

### Gastronomía
El secreto en el buen sabor de los platos típicos piuranos es su manera de sazonarlos. Algunos de sus recetas más tradicionales son:
- Ceviche: Plato que se caracteriza por tener ingredientes como el pescado y el marisco, además de llevar cebolla y ají. Cuando la especie de pescado que lleva es de gran tamaño, el plato es denominado cebichón o encevichado.[42]Ceviche de caballa, plato típico de Piura.

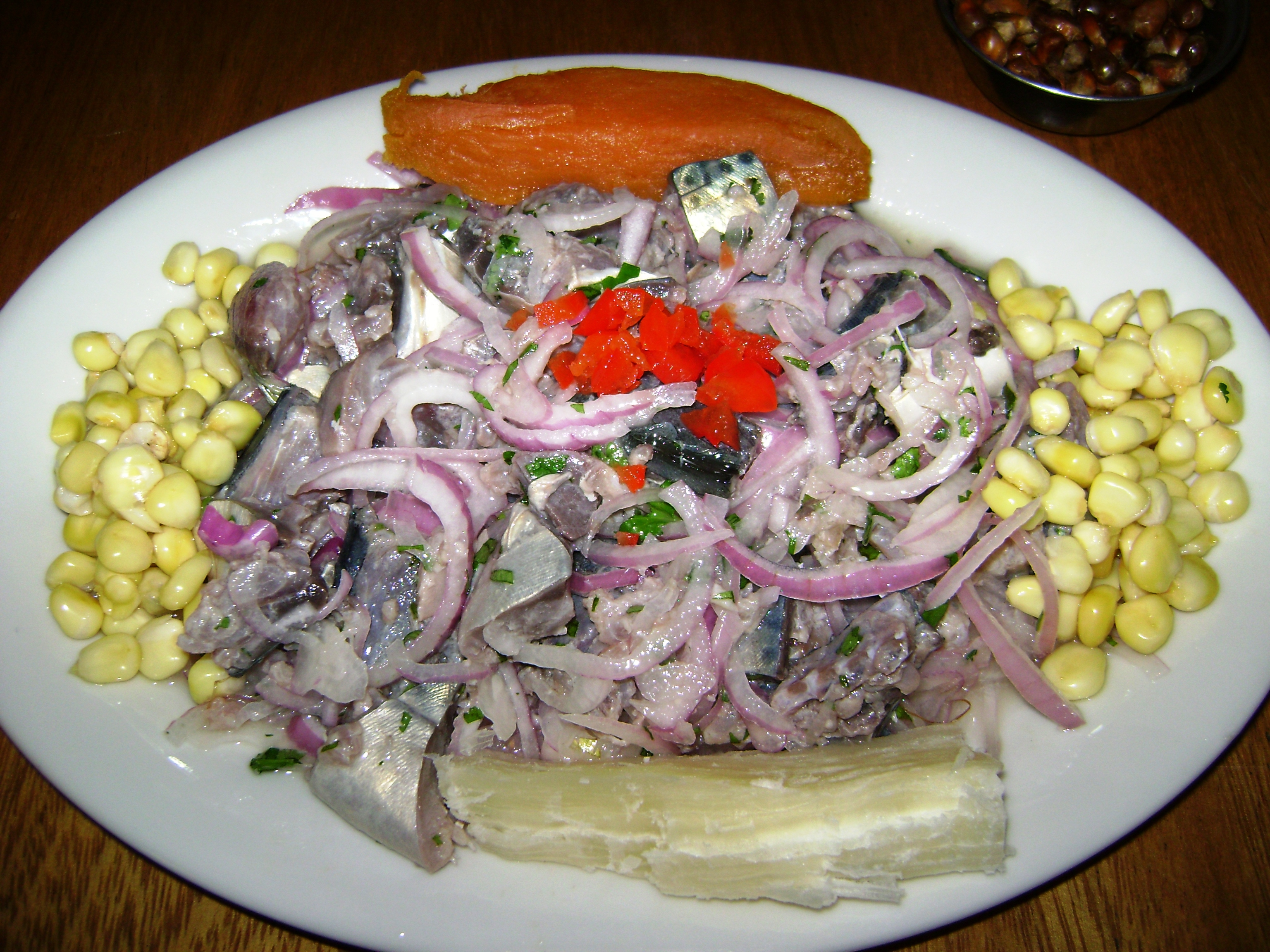
Ceviche de caballa, plato típico de Piura.

- Sudado: Es un plato que no necesita agua y lleva ingredientes como: el tomate, el pescado, el ají, un punto de chicha blanca con camote, yuca, cancha o mote.

- Malarrabia: Es un potaje típico de los viernes de cuaresma y lleva ingredientes como el arroz amarillo, pescado cubierto de sal (salpreso) y pasado por agua caliente, plátanos verdes sancochados (cocidos en agua hirviendo), batidos y mezclados con cebolla, y recubierto con queso de cabra.

- Adobo: Este plato es uno de los más típicos de la gastronomía peruana, con variados condimentos, chicha de jora, ají panca, vinagre, sal, orégano, pimienta y carne de chancho en trozos.

- Rachi rachi: mezcla de sangre y carne de cerdo, bien asentado con anisado legítimo.

- Seco de chabelo: mezcla de plátanos verdes, cecina (carne salada de res), cebolla, tomate, ají, manteca, colorante, vinagre de chicha y sal.

- Gallinazo asado: El gallinazo asado es uno de los potajes más deliciosos de esta parte del Perú.

- Chifles: rodajas de plátano verde fritos con grasa de vacuno, se le agrega cancha, mezclada con sal bien fina.Chifles piuranos, los cuales son vendidos regularmente en bolsas de plástico, acompañados con cancha.

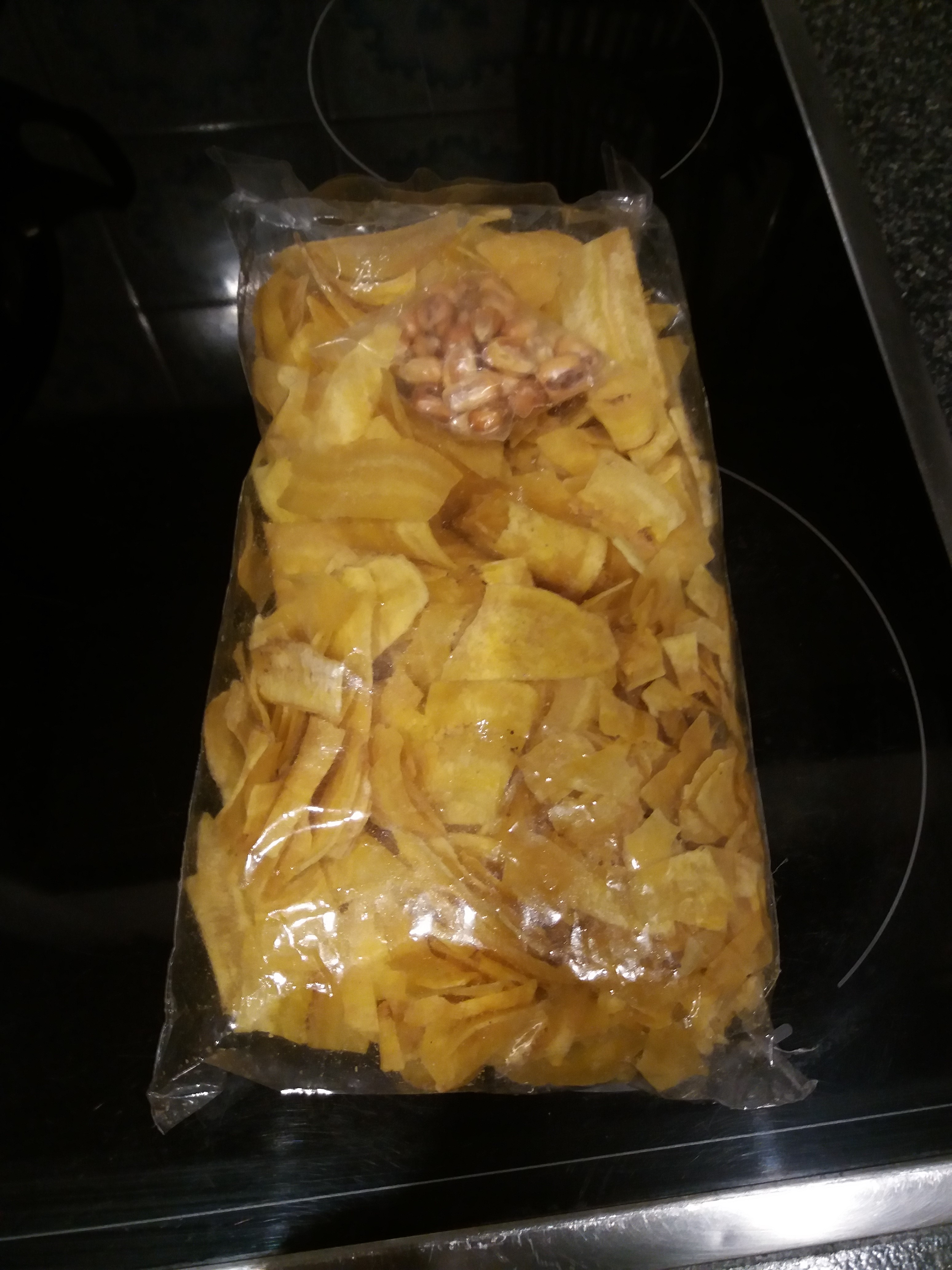
Chifles piuranos, los cuales son vendidos regularmente en bolsas de plástico, acompañados con cancha.

- Natillas: es el dulce más típico piurano. Se prepara con leche de cabra, chancaca y harina.

- Chicha: bebida típica de las celebraciones piuranas. Está preparada con maíz blanco hervido y fermentado. El distrito piurano de Catacaos, Morropón y Chulucanas, donde más se vende esta bebida y para anunciar su venta, se colocan banderas blancas en las puertas de los chicheritos.

- Leche de tigre: es el jugo del cebiche que se mezcla con pisco, convirtiéndose en un cóctel exótico y de sabor muy intenso.

- Cecina: carne de res, que es colocada al sol donde queda completamente seca, se dora en una sartén, se acompaña con chifles, cancha tostada, su café bien caliente.

- Copus de chancho: carne de chancho aderezada y llevada a hornear previamente en un hueco hecho en el suelo calentado con leña de algarrobo y piedras calientes, se deja ahí por unas horas, luego se sirve acompañado de yucas y sarsa criolla.

- Sopa de novios: plato de fiesta, especialmente en los matrimonios, este plato está preparado a base de fideos remojados en agua y trozos de pan, se acompaña con huevo duro y aceitunas.

- Tamalito verde: preparado con maíz de la zona, culantro, cebolla, ajos, sal, aceite, se procede a moler toda esta mezcla, de relleno una buena presa de chancho cocida al gusto, se envuelve en hojas de choclo y se lleva a cocinar por una hora.Se acompaña con café pasado, sarza criolla. La costumbre en Piura es guardar estos tamales verdes de un día para otro, se lleva a freír es ahí donde se acentúa más el sabor.
- Frito piurano: El frito, es un delicioso potaje tradicional y típico desayuno del día domingo. Preparado con arroz de color amarillo, una presa de cerdo guisado, acompañado de plátano sancochado, camote sancochado y tamal amarillo de mote.

### Folclore y costumbres

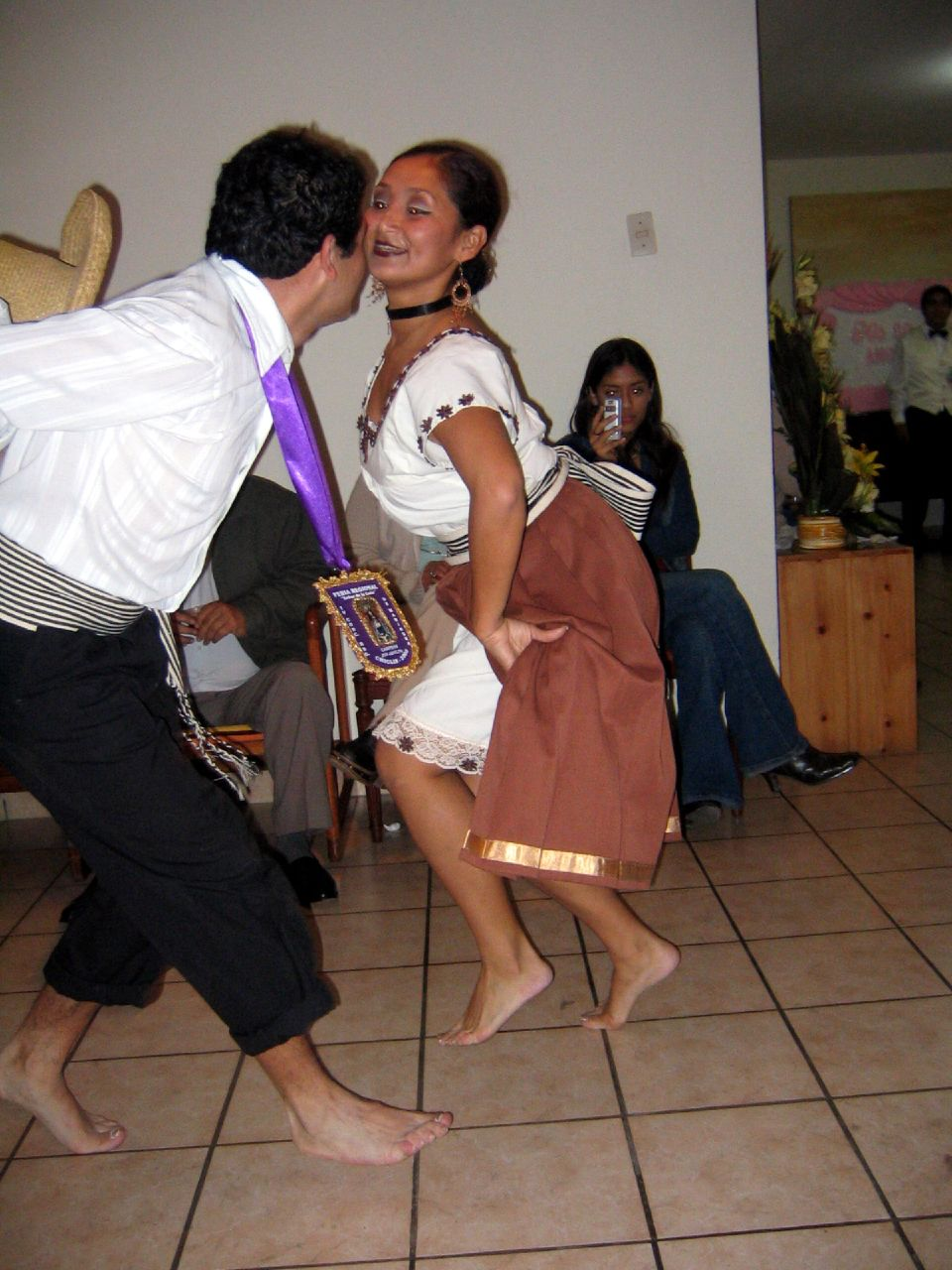
Tondero, baile típico de Piura.

El folclore de la Piura rural tiene leyendas, supersticiones, costumbres y creencias que revelan el espíritu y el sentir de los pobladores de la antigua Tacalá, un barrio de la ciudad. Las expresiones más representativas del folclore piurano son la Cumanana y el Tondero que nació en el valle del Alto Piura, en la provincia de Morropón en el que hubo enormes haciendas en los que se utilizó mano de obra esclava de origen africano hasta su manumisión ordenada por don Ramón Castilla a mediados del siglo XIX. Sus descendientes son los cultores de esta danza. Trabajadores de origen gitano español y los mestizos compartieron faena y campo junto a los esclavos de raza negra en las afueras de Piura La Vieja, y en toda la provincia de Morropón, donde nació el mestizaje de este ritmo, a la par que el mestizaje racial. Don Enrique López Albújar, hijo de esta bendita tierra, narra en uno de los pasajes de su novela Matalaché cómo es que su protagonista José Manuel recitaba una cuma nana con fondo del trinar de guitarras. No debemos perder de vista que el departamento de Piura posee el segundo lugar en mayor población de origen africano, después del departamento de Lima.
Este baile llamado Tondero se baila en posición de pavo, siendo imprescindible llevar un sombrero de paja y un pañuelo. Una camisa y un pantalón con una faja amarrada a la cintura pues, tal como se deja anotado, sus orígenes son netamente campesinos.

### Música
Compositores piuranos como Adrián Flores Albán compositor de "Alma, Corazón y vida", Pedro Miguel Arrese autor de "Desesperación", "Alma mía", Roberto Vásquez De Velasco (autor del tondero La Hamaca), Rafael Otero López (fundador de Los Trovadores del Norte, compositor de "Mis algarrobos", "Rosa Victoria", "Yolanda", "Ciudad Blanca", musicalizó el soneto de Barreto titulado "Último ruego" en el éxito internacional "Ódiame"), y José Miguel Correa Suárez (el Señor del Tondero, compositor de "Nunca me faltes", "Extravío", "Sin tu amor") han creado temas clásicos de la música criolla peruana. Más contemporáneo el canchaqueño Miguel Ciccia Vásquez, compositor de "Rosal Viviente".
- Bajada de Reyes. Se realiza entre el 6 de enero y el carnaval. Se hace un nacimiento, en el que colocan al niño Jesús, a la Virgen María y a José de Nazaret; la mula, el buey y muchos adornos. El día de la bajada se tiene lista una fuente para recibir las imágenes y el capillo. La dueña de la bajada ve los últimos detalles y reza exclamando: “Ay, niño Jesús. Que me vaya bien, no como a la fulana...”

Cuando ya todos los padrinos invitados están presentes, la dueña de casa designa a tres primeros padrinos que bajaran al niño, mientras un grupo de niñas hacen de pastorcitas cantándole al niño Jesús, el siguiente canto:

Manuelito lindo, qué haces en la cuna, los pies en la cama, la cara en la luna.
Cuál de los tres reyes ¿será el mejor? El señor Don..., se llevó la flor...

Después de terminar la labor de bajar los objetos, se empieza a tomar y a comer el horneado, el copús y otros potajes, entre copa y copa la hora avanza y empiezan a retirarse.
Habla piurana
El castellano en Piura adquirió su propia modalidad. Fue tal vez la influencia andaluza la que le dio ese acento cantarino y armonioso[cita requerida]. Algunas palabras con su significado que son utilizadas en Piura:
- Algarrobina: es un producto que se extrae del fruto del algarrobo, base para ricos aperitivos; lo cierto es que algarrobina es un piuranismo, indiscutible y que cada día se acredita más como pócima para alargar la vida, gozarla más y convertir su industrialización en segura fuente de ingresos.
- Acatar: en España, según el diccionario de la Academia, tiene el sentido de tributar homenaje de sumisión y respeto. Los piuranos le dan sentido de aceptación a la invitación hecha por cortesía. Es la sana picardía piurana, puesta al servicio del negocio, acato significa “acepto”.
- Apalabrear: en América, concretamente en Argentina y en zonas de España, como Andalucía, se hecha mano de este mismo verbo ("apalabrar") con el significado de personas que dio su palabra, comprometiéndose a hacer algo.
- Las aromas: el origen, la etimología, de la palabra aroma, es netamente piurano y se halla en el aromo, nombre que dan los piuranos al arbusto que crece silvestre en los campos de Piura y que es muy oloroso, claro que modificando su estructura se ha variado la vocal “o” por “a”, y añadido la consonante “s”, todo un proceso lingüístico.
- Bacán: se utiliza esa palabra cuando agrada algo o está bien hecho, ya se trate; de una obra de arte, de un dulce, de un partido de fútbol, etc. Es un americanismo que tiene muchos usos o significados.
- Barranco: para los piuranos de ayer y hoy, barranco es el significado del sitio donde se acumulan la basura, un lugar que debe evitarse.
- Batán: en el piuranismo BATÁN, que no es otra cosa que un trozo de madera de árbol de corazón más duro, que se presta a ser moldeado, es de forma rectangular en el que vacían granos de maíz, trigo o cualquier gramínea para ser reducidos a harina mediante el machacado o molido con una gruesa piedra del ande.
- Che: el origen del "¡che!" proviene más que probablemente de la misma expresión que se sigue utilizando con frecuencia en el Levante español hasta nuestros días. Cuando los piuranos hablan para expresar admiración, rechazo u otro afecto, usan estos dos términos que identifican a donde van los piuranos o en donde están, "¡gua!", "¡che"!. A mediados del siglo XIX Piura recibió fuerte inmigración española.
- Chucaque: los nativos que sufren de vergüenza, ya sea por un motivo valedero o por un mal entendimiento, son atacados por una indisposición que va del simple malestar de estómago, hasta convulsiones y la muerte.

## Economía
Centro de una rica región agrícola, pesquera, minera y petrolera, durante los últimos 10 años se ha convertido en un polo de desarrollo gracias a fuertes inversiones privadas
La relación entre la capital San Miguel de Piura con su hinterland es dinámica hacia los cuatro puntos cardinales pues es equidistante de las localidades de Sullana, Paita, Sechura, Chulucanas y Tambo Grande con un promedio de 50 kilómetros y todos los días se constata el tránsito fluido de personas y mercaderías en buses y toda clase de vehículos automotores que las interconecta a toda hora a través de pistas perfectamente asfaltadas. Se encuentra intercomunicada con el resto del Perú y el exterior por la carretera Panamericana, por el puerto mayor de Paita, el segundo más importante del país, y a través del Aeropuerto Internacional Capitán FAP Guillermo Concha Iberico que por su frecuencia de vuelos convierten a Piura en el destino más frecuentado después de las ciudades de Lima, Cuzco, Arequipa e Iquitos.
El auge comercial de los últimos años demuestra que Piura tiene un gran poder de consumo, que la población, sea cual sea el nivel socioeconómico, posee poder adquisitivo, lo cual se ve reflejado en la gran cantidad de tarjetas que se utilizan a diario para realizar compras o retiros en efectivo en cualquier establecimiento comercial, lo cual es un gran atractivo para la inversión privada nacional y extranjera.

### Sector terciario
Turismo

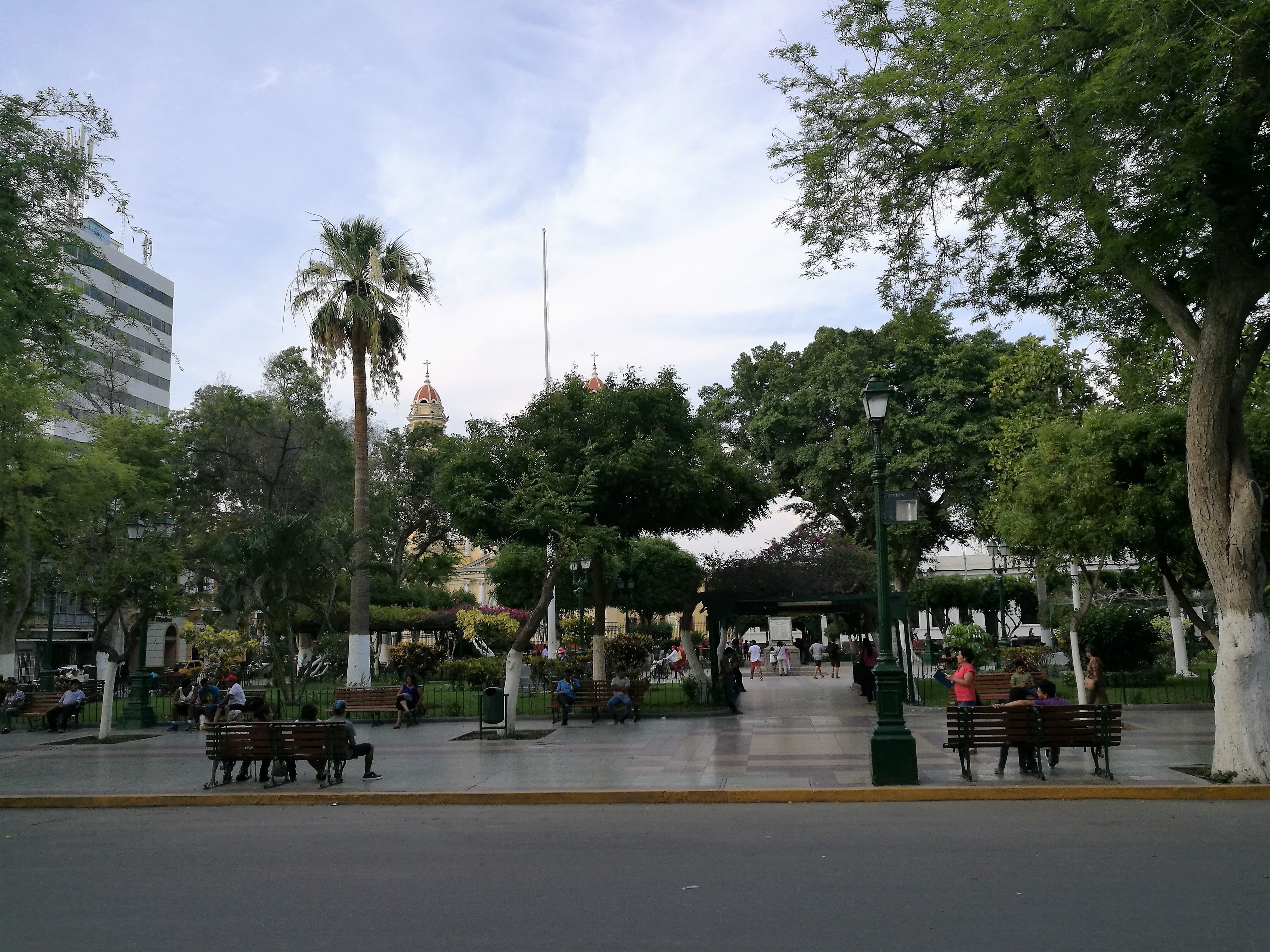
Plaza de Armas de la ciudad.

Piura es conocida como "la ciudad del eterno calor", su Plaza de Armas es una de las más antiguas y bellas del país, tiene corte español cuadrado. Tiene una hermosa catedral construida en la época virreinal que conserva sus retablos y está rodeada de árboles de tamarindos, ficus, crotos, cucardas, poncianas y papelillos. Está entrecruzada por amplias avenidas que la hacen funcional. Aparte del complejo de mercados, cuenta con varios centros comerciales, los más conocidos son el Open Plaza (ubicado en el distrito de Castilla), Plaza del Sol (a pocos metros de la Plaza de Armas), Real Plaza (el más grande centro comercial de la región) y Plaza de la Luna (en plena avenida Grau), así como con modernas urbanizaciones, condominios en zonas exclusivas y campos de esparcimiento como restaurantes campestres, campos de fútbol, tenis, etc. El aeropuerto de la ciudad de Piura, ubicado en el distrito de Castilla, es el cuarto destino más importante del país por la afluencia de vuelos y pasajeros. Llegan turistas de todo el Perú y el mundo para disfrutar de las hermosas playas de Yacila, Colán, Cabo Blanco, El Ñuro, Los Órganos, Máncora, Punta Sal y las del litoral tumbesino.

#### Calendario turístico
- 6 de enero: Bajada de Reyes en Narihualá en el distrito de Catacaos, a diez minutos de Piura. Fiesta de Reyes de Sechura, con la escenificación de la adoración de los Reyes magos al niño Jesús. Caminata de los Tres Reyes Magos por las avenidas principales de la ciudad de Sullana. Feria comercial de Reyes en Sullana, feria peruano-ecuatoriana, feria agropecuaria de criadores de ganado ovino y vacuno en Sullana.

- 18 de enero: Señor de la Agonía, en Bernal (Sechura).

- 20 de enero: Comienza el mes de los Carnavales en Sechura, agasajando a San Sebastián. Finaliza el miércoles de ceniza, tras la muerte del Ñiño Carnavalón. Hay bailes, comparsas, yunsas, concursos, reinados y retretas, sin olvidar un corso el último martes. San Sebastián, en Suyo y Ayabaca.

- 2 de febrero: Fiesta del Señor de Chocán  (Querecotillo, Sullana), festividad importante que mueve gran cantidad de devotos que llegan, incluso del Ecuador.

- 20 de febrero: se celebra en la caleta de San Pedro la fiesta de Yunces con la competencia de los tradicionales bando rojo y bando verde. Hay fuegos artificiales, reinas de belleza y paseos de carros alegóricos. En Negritos también se celebra en este día el final de los carnavales tradicionales en el club Negritos, con una fiesta de disfraces.

- 29 de febrero: San Jacinto forastero, fiesta patronal del pueblo de Vice en Sechura.

- 24 de septiembre: Festividad en honor de la Virgen de las Mercedes en Paita.

- 13 de octubre: Festividad en homenaje al Señor Cautivo en Ayabaca, a la que cada año concurren millares de devotos y peregrinos de la región y todo el país.

## Comunicaciones y transporte

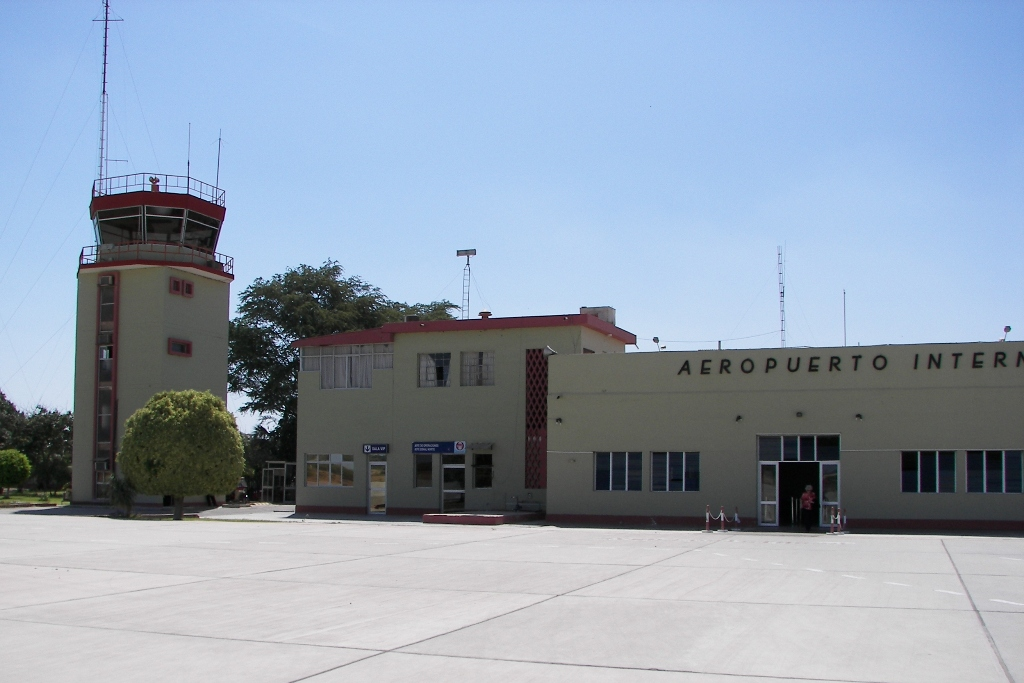
Aeropuerto Internacional Capitán FAP Guillermo Concha Iberico, principal aeropuerto de Piura.

Piura se encuentra intercomunicada con el resto del país y el exterior por la carretera Panamericana, y a través del Aeropuerto Internacional Capitán FAP Guillermo Concha Ibérico.
- Por vía Terrestre: Carretera Panamericana Norte, Interoceánica Norte y vías departamentales.
- Por vía aérea: Aeropuerto Internacional Capitán FAP Guillermo Concha Ibérico
- Por vía marítima: Puerto de Paita, 56 km al oeste de Piura, en la costa Pacífica.

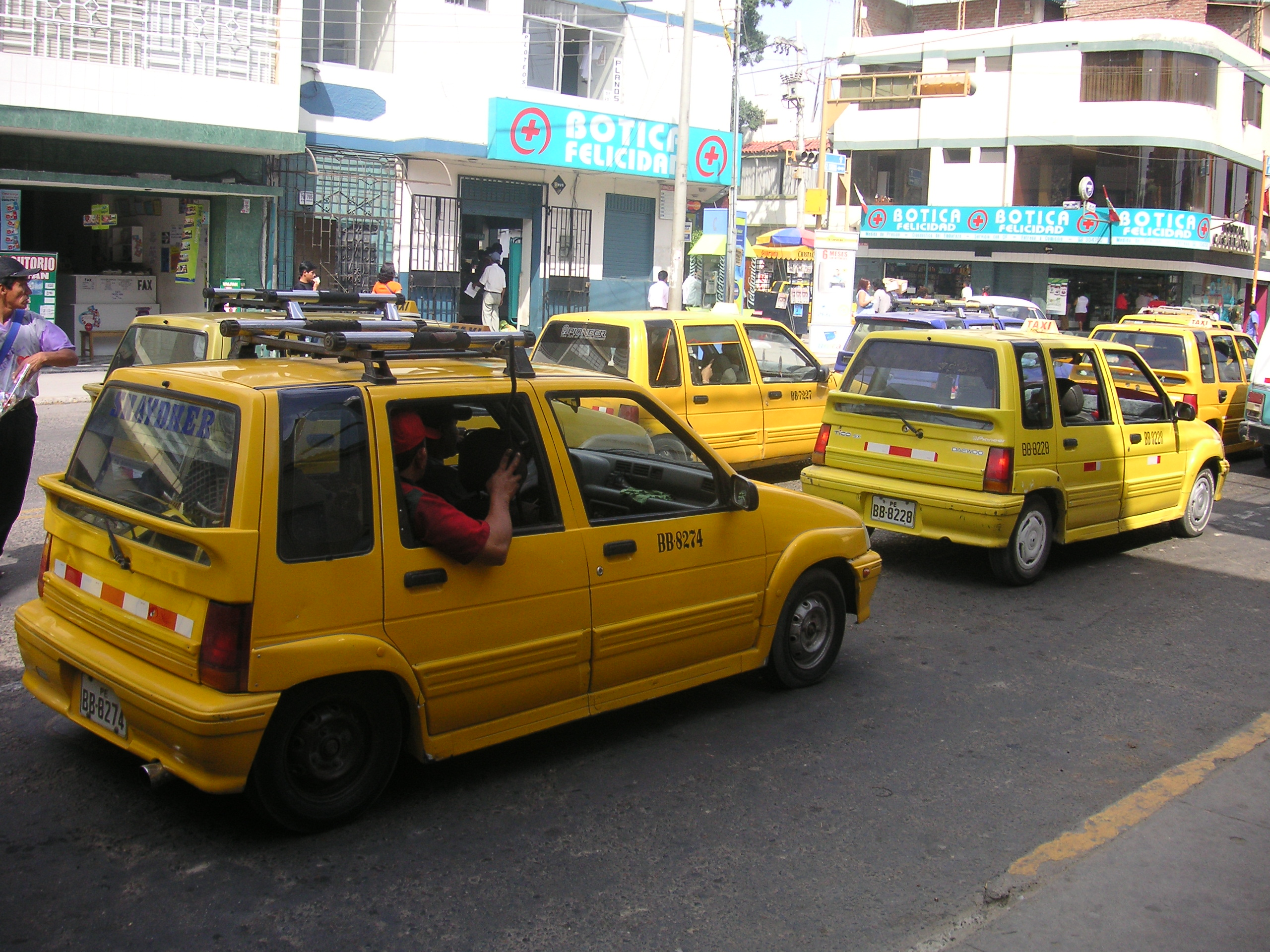
Taxis de la ciudad.

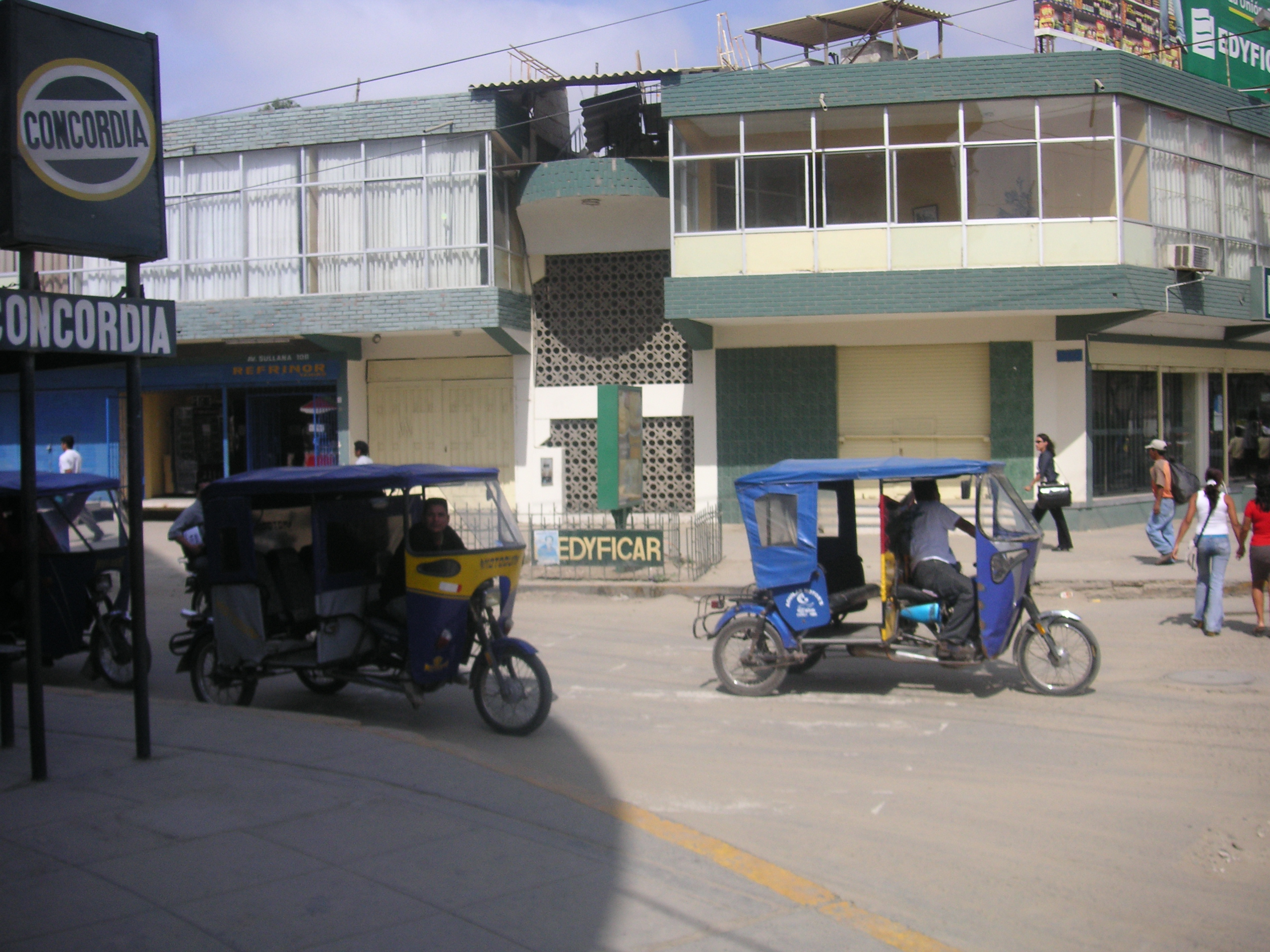
Mototaxis de la ciudad.

En el tema del transporte público, en la ciudad circulan varias rutas de transporte público, conformada principalmente por buses, microbuses y combis. A su vez, se puede encontrar muchos taxis, mototaxis y colectivos esparcidos a lo largo de la ciudad.

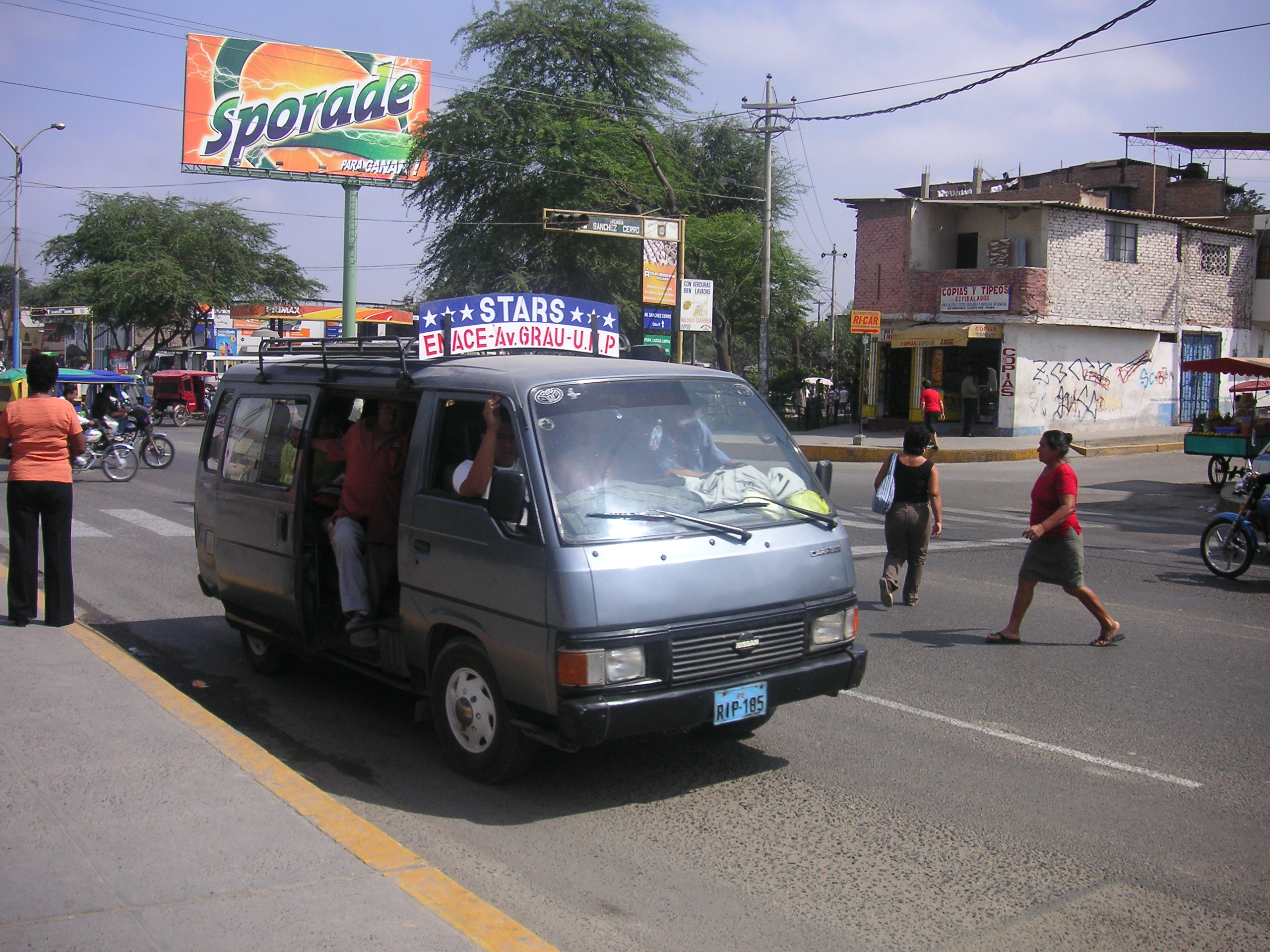
Combi circulando por la ciudad.

En la actualidad, está en proyecto de ejecución las obras del nuevo proyecto de un sistema de buses de rápido tránsito denominado "Corredor Metropolitano de Piura" (similar al corredor Metropolitano de Lima) el cual cruzaría la ciudad de este a oeste, contemplando un trazado de más de 14 km a lo largo del eje compuesto por las avenidas Sánchez Cerro y Guardia Civil, desde el ex peaje Piura-Paita (en el distrito de Veintiséis de Octubre) hasta el óvalo de la carretera que conecta a Chulucanas (en el distrito de Castilla). El proyecto está siendo impulsado por el Ministerio de Transporte y Comunicaciones y la Municipalidad Provincial de Piura, con el apoyo de la Cooperación Alemana y Francesa.

## Servicios públicos

### Educación
La ciudad de Piura cuenta con una considerable oferta en cuanto a centros de formación profesional universitaria; funcionan en ella las siguientes universidades y una reconocida Escuela Técnica Profesional de formación empresarial:
- Universidad Nacional de Piura.
- Universidad Tecnológica del Perú.
- Universidad de Piura.
- Universidad César Vallejo.
- Universidad Alas Peruanas.
- Universidad Católica de Los Ángeles de Chimbote.
- Universidad San Pedro.
- Universidad Privada Antenor Orrego.
- Zegel.
- Escuela Superior de Arte de Piura.
- Idat

## Deporte

### Fútbol
Es el principal deporte practicado en la ciudad, al igual que en el resto del país, el fútbol piurano se encuentra representado por Atlético Grau, que está considerado entre los equipos más populares del norte Peruano, ha participado en los principales torneos nacionales e internacionales, y es el equipo más tradicional y popular para la afición piurana.
| Equipo         | Fundación               | Estadio     | Liga      |
| -------------- | ----------------------- | ----------- | --------- |
| Atlético Grau  | 5 de junio de 1919      | Miguel Grau | Liga 1    |
| Sport Escudero | 16 de noviembre de 1919 | Miguel Grau | Copa Perú |
| Sport Liberal  | 15 de julio de 1929     | Miguel Grau | Copa Perú |

### Escenarios deportivos

Estadio Miguel Grau

El principal recinto deportivo para la práctica de este deporte es el Estadio Miguel Grau de Piura, está ubicado en la Urbanización Miraflores, distrito de Castilla, lleva el nombre del máximo héroe peruano. Fue inaugurado el 7 de julio de 1958, durante el gobierno de Manuel Prado Ugarteche, aunque varias remodelaciones han hecho cambiar el aspecto que lucía en sus comienzos. La última remodelación se dio con miras a la Copa América 2004 disputada en el mes de julio, ha dejado como saldo una capacidad de 25 000 espectadores. También ha sido sede de la Copa Mundial de Fútbol Sub-17 disputado en Perú entre los meses de septiembre y octubre de 2005.

## Ciudades hermanadas
- Bahía Blanca (Argentina)[46]
- Phoenix, Arizona (Estados Unidos)
- Trujillo (España).[47]
- Salt Lake City, Utah (Estados Unidos)
- Empalme, Sonora (México)
- Loja, Loja (Ecuador)
- Montevideo (Uruguay)
- Milán (Italia)
- Culiacán, Sinaloa (México)
- Hermosillo, Sonora (México)
- Monterrey, Nuevo León (México)
- Chihuahua (Chihuahua), Chihuahua (México)
- Sarandí (Argentina)
- Oklahoma City, Oklahoma (Estados Unidos) (desde 2020)[48]